# Escut de Sant Ramon
L'escut de Sant Ramon va ser creat el 1940, per tal de representar el nou municipi de Sant Ramon de Portell.
A la part superior s'hi pretenia representar el municipi de Sant Ramon, amb l'etimologia popular segons la qual el nom "Ramon" provenia de món. Es tracta, doncs, d'unes armes parlants.
A la part inferior esquerra s'hi representen les poblacions de l'antic municipi de Portell, amb la representació d'un portal o portell i un viver, fent referència a les localitats de Portell i Viver respectivament. També s'hi representa la població de Gospí, amb la representació d'un gos sota un pi.
A la part inferior dreta s'hi representen les poblacions de l'antic municipi de la Manresana a excepció de Gospí. S'hi representa una mà rasada o tallada, segons la creença popular que la paraula Manresana provenia de "mà rasada", a causa de la llegenda per la qual, en la guerra entre moros i cristians, en aquest lloc a un soldat cristià li tallaren la mà. El món vol representar el poble de Mont-rós.
Aquest escut no es troba oficialitzat en el Registre d'ens locals de Catalunya.